# The Assembly
The Assembly foi um projeto britânico de synthpop, formado no início dos anos 80 por Vince Clarke e o produtor Eric Radcliffe em Basildon, depois de Clarke desfazer a dupla Yazoo, em 1983. Esse projeto nunca se tornou verdadeiramente uma banda, e lançou um único sucesso em sua terra natal, "Never Never", que contou com os vocais de Feargal Sharkey, ex-vocalista da banda de punk rock norte-irlandesa The Undertones. Após isso, Clarke formou o Erasure, com o cantor Andy Bell, enquanto Radcliffe contribuiu para a dupla, produzindo os primeiros trabalhos ao lado do ex-parceiro.

## Singles
- "Never Never" - 1983 (#4 UK)